# ميخائيل والش
ميخائيل والش (بالإنجليزية: Michael Walsh)‏ (5 أغسطس 1977 في المملكة المتحدة - ) هو لاعب كرة قدم بريطاني في مركز الدفاع. لعب مع بورت فايل وسكونثورب يونايتد وAlsager Town F.C. ‏.

## وصلات خارجية
- ميخائيل والش على موقع قاعدة بيانات كرة القدم.إي يو (الإنجليزية)
- ميخائيل والش على موقع Soccerbase.com (لاعب) (الإنجليزية)